# ジャックポット!
『ジャックポット!』（原題：Jackpot!）はポール・フェイグ監督、ロブ・イエスコム脚本による2024年のアメリカ合衆国のアクションコメディ映画。 
2024年8月15日にAmazon MGM StudiosからPrime Videoを通じて公開された。批評家から概ね賛否両論の評価を受けた。

## ストーリー
2026年の大恐慌に始まったカリフォルニア宝くじは、日没までに当選者を殺せば賞金を手にすることが合法化されている。2030年、36億ドルの宝くじに当たった元子役のケイティ（オークワフィナ）は、カリフォルニアで自分を殺そうとする人々から身を守らなければならなくなる。

## キャスト
| 役名               | 俳優                           | 日本語吹替             |
| ------------------ | ------------------------------ | ---------------------- |
| ケイティ           | オークワフィナ                 | ニケライ・ファラナーゼ |
| ノエル             | ジョン・シナ                   | 白熊寛嗣               |
| ルイス             | シム・リウ                     | 中川慶一               |
| シャディ           | エイデン・メイエリ             | ハートル実沙           |
| DJ・ドナルド       | ドナルド・ワトキンス           | 梶川翔平               |
| アッシュ           | サム・アスガリ                 |                        |
| コルソン・ベイカー | コルソン・ベイカー             | 浜田洋平               |
| スコット           | ショーン・ウィリアム・スコット | 野坂尚也               |

- 日本語吹替版その他：赤地紅河、荒木光、藤原聖侑、いとうさとる、柿田よしくに、菊池通武、木村香央里、三宅貴洋、水咲まりな、新井笙子、盆子原康、石川栄一、かどたにまみ、烏田裕志、季宮なおき、前堂友昭、宮内いろは、森谷彩子、中村源太、梁純夏、平ますみ、武田太一、上田ゆう子、渡辺ゆかり、吉原光、中村美怜、小野寺悠貴、佐藤愁貴、高梁りつ、司薫、漆山ゆうき、山森信太郎、鉄平
- 日本語吹替版スタッフ 制作：東北新社、翻訳：宫坂愛、演出：太田信乃

## 製作
Amazon MGMスタジオは2023年3月に『Grand Death Lotto』というタイトルで製作を開始した。同月に、オークワフィナ、シナ、その他のキャストが発表された。同月後半にはエイデン・メイエリ、ショーン・ウィリアム・スコット、ドリー・デ・レオン、ドナルド・エリーゼ・ワトキンスがキャストに加わることが発表された。主要撮影は2023年3月にジョージア州アトランタのシャドウボックス・スタジオで開始された。